# Russule verdoyante
Russula virescens
Espèce
Russula virescens, la Russule verdoyante, familièrement le Palomet, est un champignon basidiomycète comestible de la famille des Russulacées. Elle est caractérisée par son chapeau verdâtre sec et craquelé et son écologie thermophile.

## Systématique
Le nom scientifique complet (avec auteur) de ce taxon est Russula virescens (Schaeff.) Fr..
L'espèce a été initialement classée dans le genre Agaricus sous le basionyme Agaricus virescens Schaeff..

### Synonymes
Russula virescens a pour synonymes :
- Agaricus integer var. virescens (Schaeff.) Harzer
- Agaricus pectinatus var. virescens (Schaeff.) Duby
- Agaricus virescens Schaeff.
- Russula virescens f. erythrocephala Hongo
- Russula virescens var. alba J.Aug.Schmitt
- Russula virescens var. albidocitrina Gillet
- Russula viridirubrolimbata J.Z.Ying

### Étymologie
L'épithète spécifique vient du latin virésco je verdis : vert ou verdâtre.

### Phylogénie
Russula virescens a été décrite pour la première fois par le polymathe allemand Jacob Christian Schäffer en 1774 sous le nom d'Agaricus virescens. L'espèce a ensuite été transférée dans le genre Russula par Elias Fries en 1836,.

### Noms vulgaires et vernaculaires
Ce taxon porte en français les noms vernaculaires ou normalisés suivants : Russule verdoyante, Palomet,, Bise verte, Verdet, Cul-vert.

## Description du sporophore
Son chapeau mesure 5 à 12 cm, il est globuleux puis convexe à plan convexe, charnu, irrégulier et un peu bosselé, parfois un peu creusé. La marge est mince, incurvée puis droite, régulière au début, crénelée dans l'âge, à cuticule à moitié séparable, sèche et mate. Son chapeau est typiquement craquelé, fissuré, aréolé, souvent en commençant par les bords du chapeau, le parsemant de petites plaques polygonales lui donnant un aspect de moisi. Il est vert, vert pâle, jade, vert-bleu à vert-bleu-gris sombre rappelant la couleur de la moisissure, sur fond blanc crème. De petites taches ochracé clair à rouille clair apparaissent souvent de façon sporadique sur le chapeau au cours de son évolution,,,.
Les lames sont adnées, moyennement à assez serrées, interveinées, parfois anastomosées, cassantes, de couleur blanche, blanchâtre à blanc-crème, présentant souvent un léger reflet rosé, vu de profil surtout chez les jeunes exemplaires. Elles sont parfois ponctuées de taches brun-roux. Sa sporée est blanche,,.
Son pied mesure 4 à 8 cm x 1,5 à 2 cm, cassant, il est épais à ventru, parfois plus fin à la base, légèrement évasé sous les lames, plein, dur puis vite vermoulu-spongieux, devenant spongieux en vieillissant, rugueux et pruineux en haut, de couleur blanche se tachant de brun, rouille à orangé à partir de la base,.
La chair est blanche, épaisse, cassante et ferme, souvent véreuse. Sa saveur est douce, de noisette et son odeur est fruitée, puis de fromage fort, surtout avec l'âge,,.

### Caractéristiques microscopiques
Ses spores mesurent 7 à 9 µm x 5 à 6,5 µm, elles sont arrondies à subovoïdes, verruqueuses, avec de grosses verrues presque hémisphériques, ou seulement en pointillés, parfois plus ou moins isolées, parfois presque réticulées, amyloïdes, à plage lisse non amyloïde. Les basides sont claviformes et tétrasporiques, sans anse d’anastomose, mesurant 43 à 56 μm x 7 à 9,5 μm. Les cystides sont cylindriques, fusiformes, au sommet papillé ou capité, mesurant 57 à 75 μm x 8 à 9 μm. La cuticule est pourvue de poils plutôt courts qui naissent des cellules sphérocystoïdes.

### Réactions chimiques
Elle présente une réaction orange, orangée, rose orangé vif à rose vif au sulfate de fer. La réaction au phénol est banale tandis qu'à la teinture de gaïacol, elle réagit lentement de manière positive,,,.

## Galerie

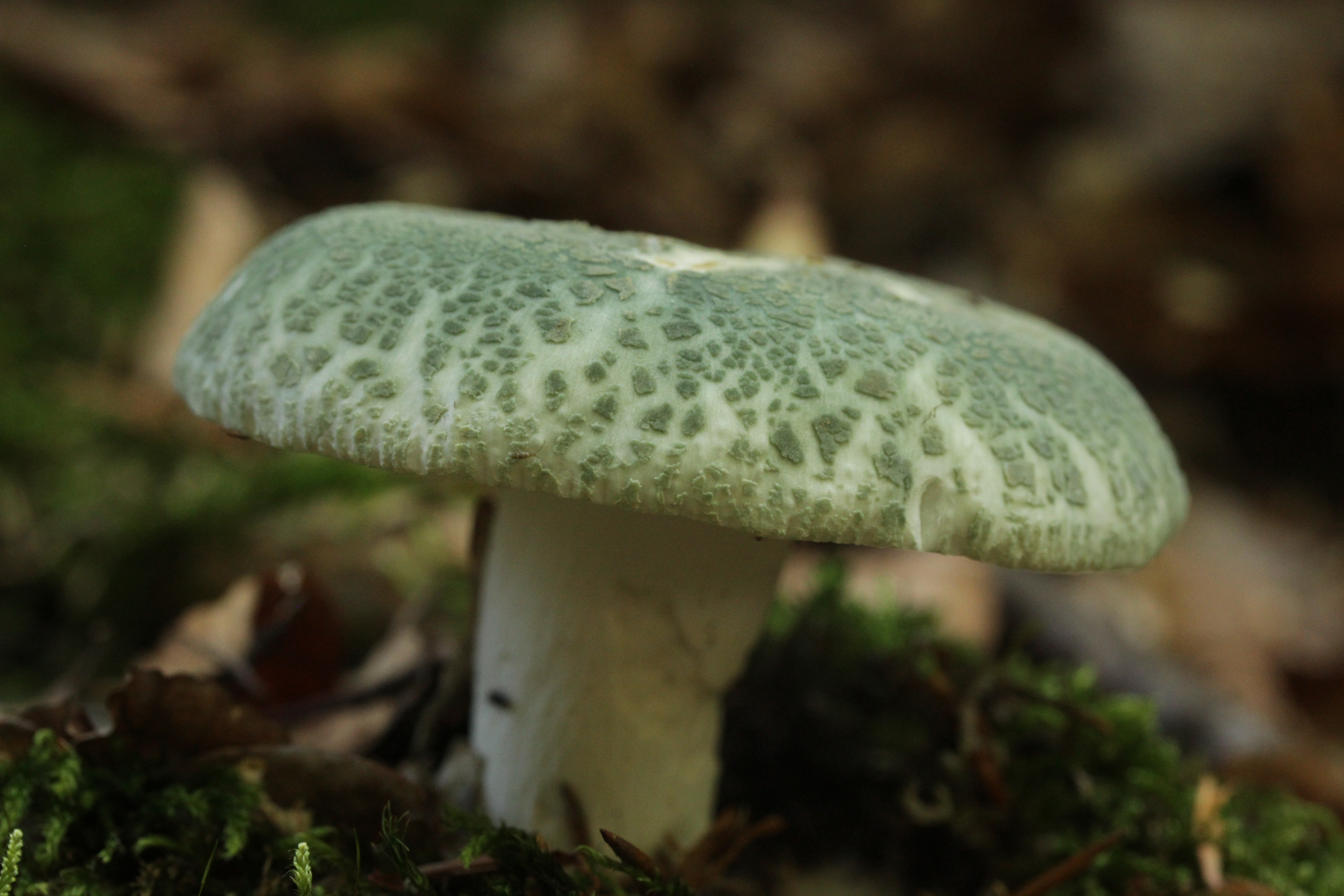
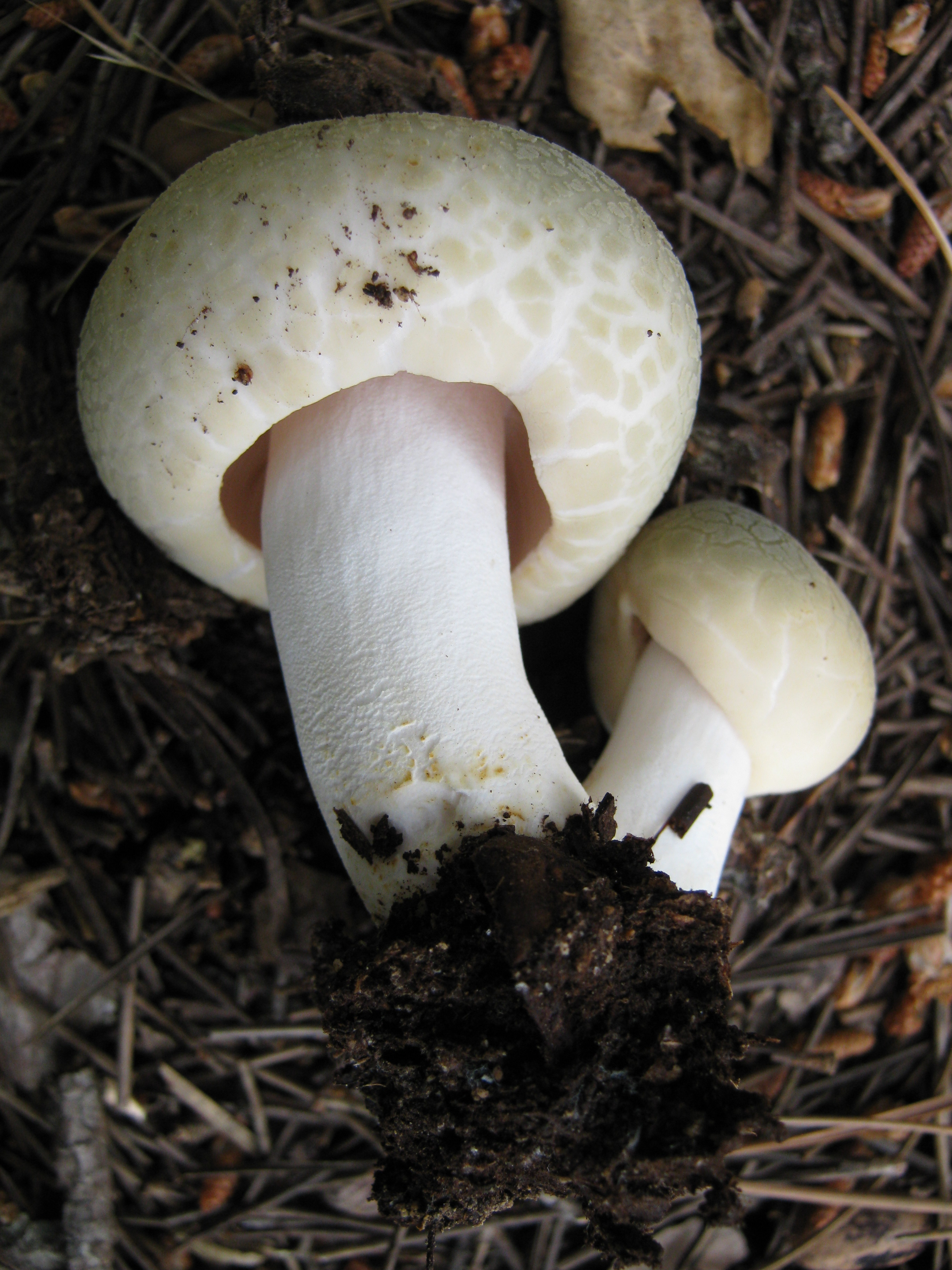
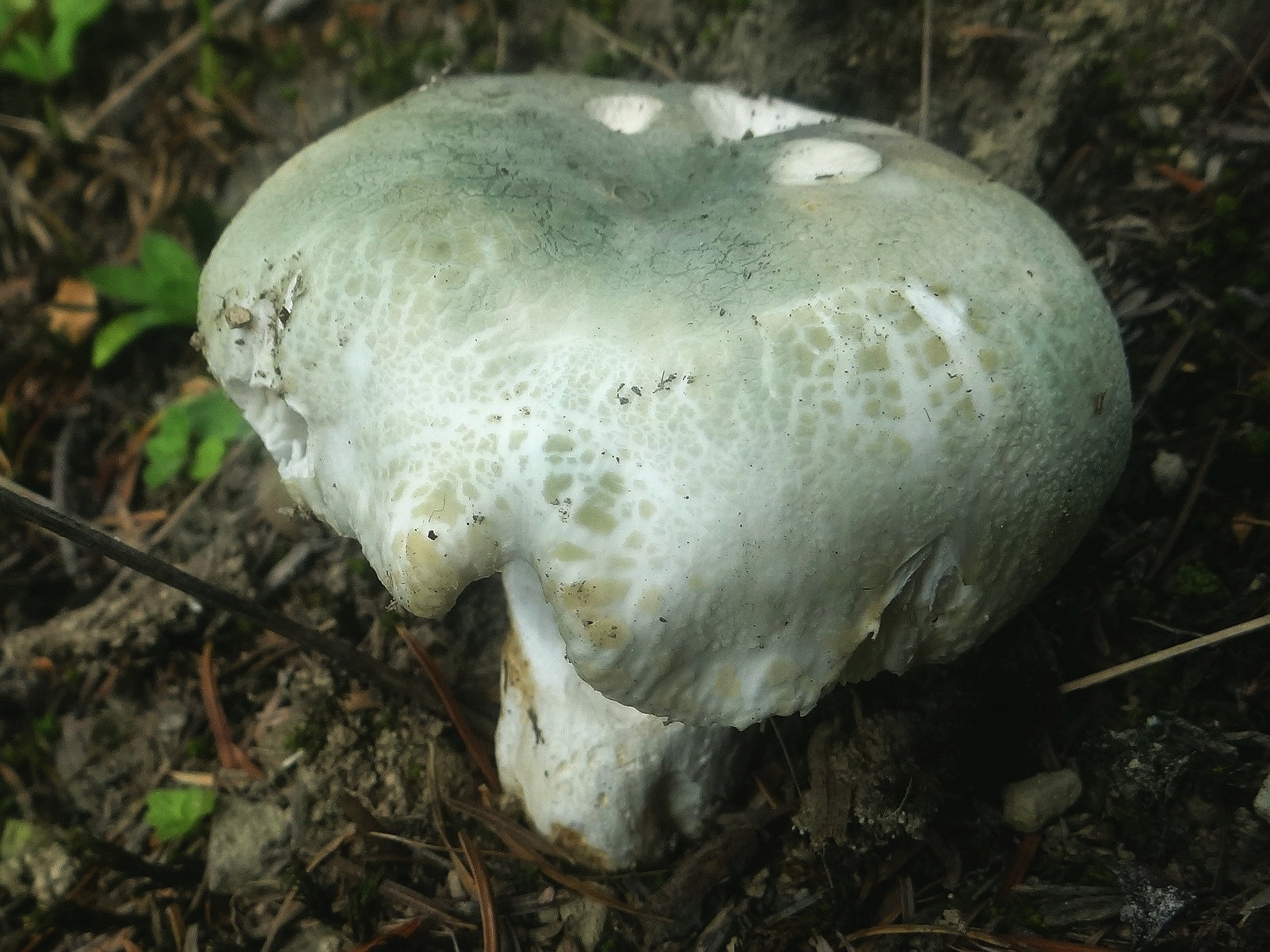
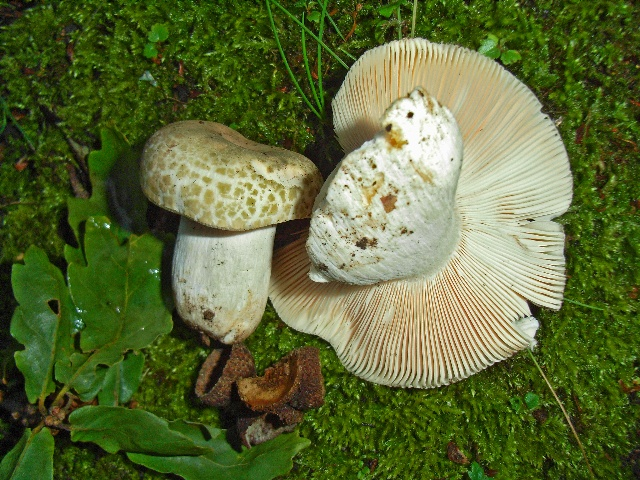
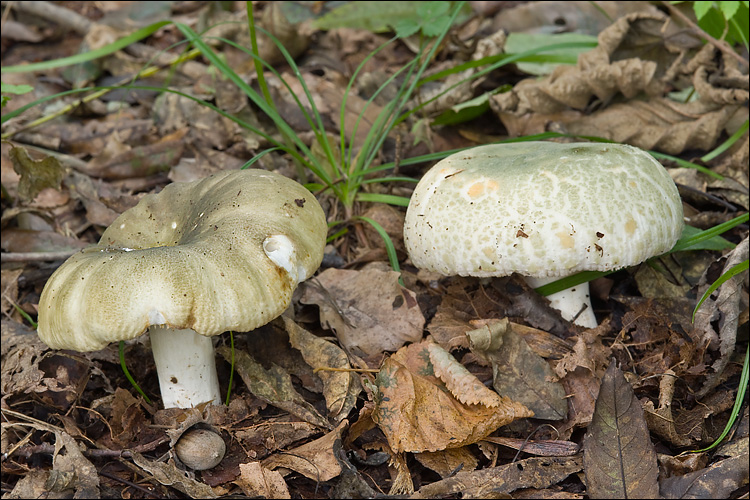
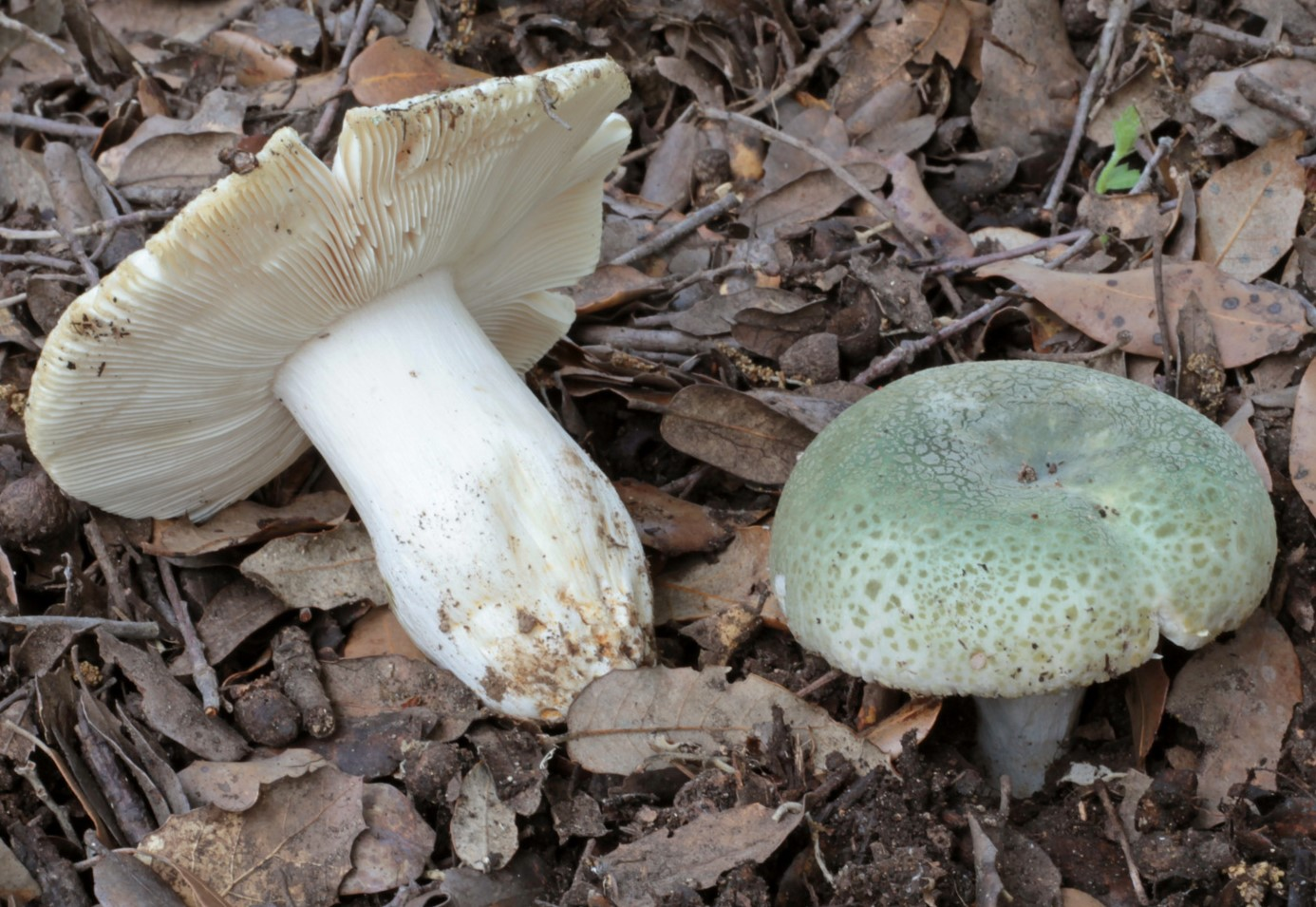
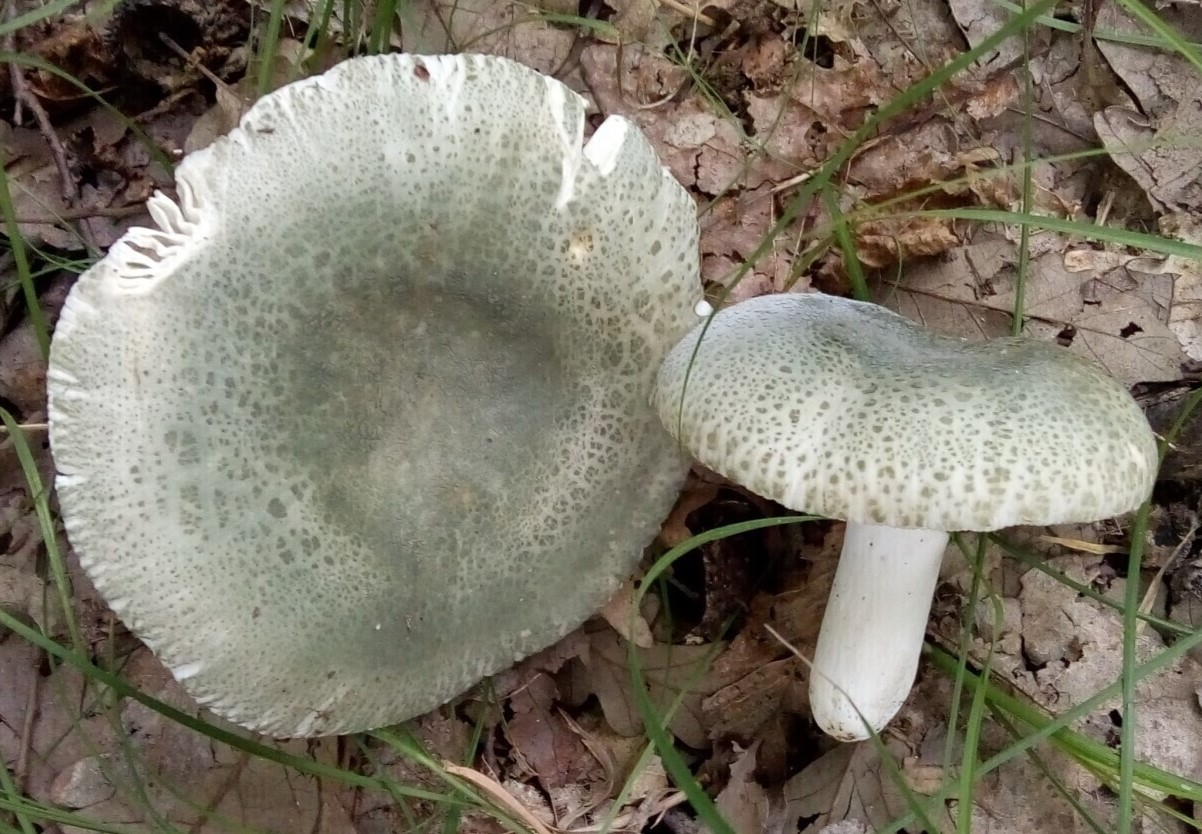
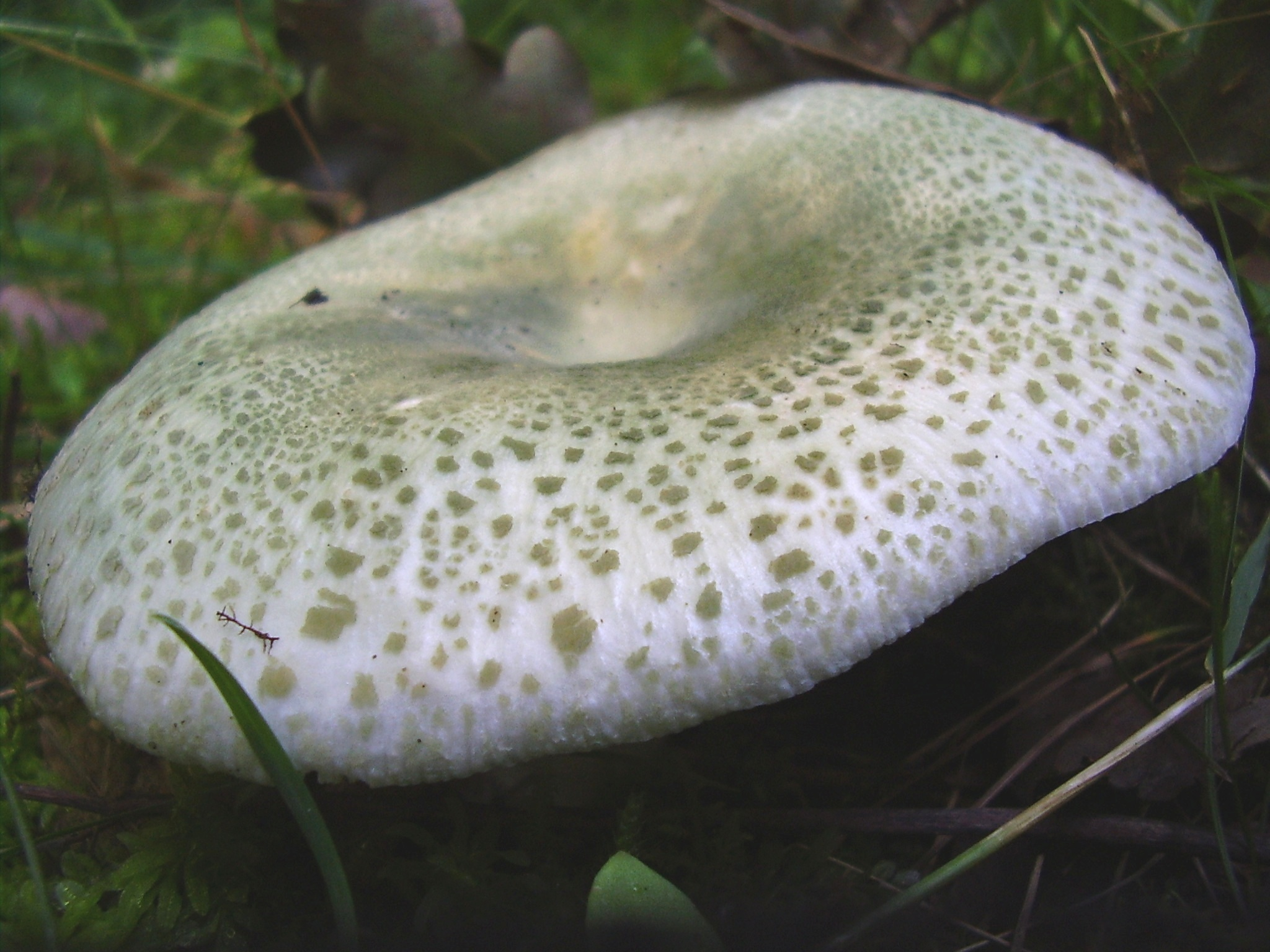
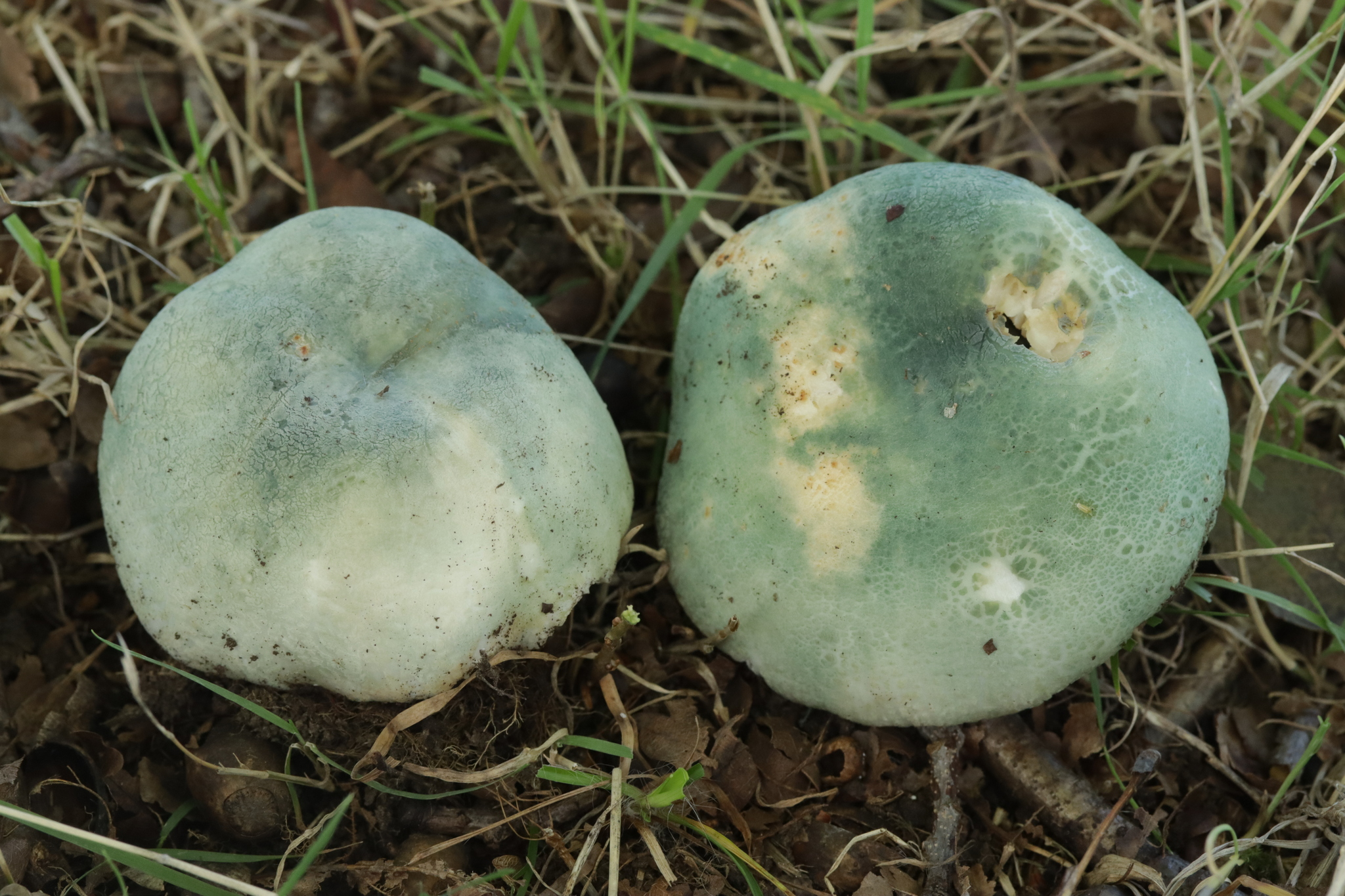
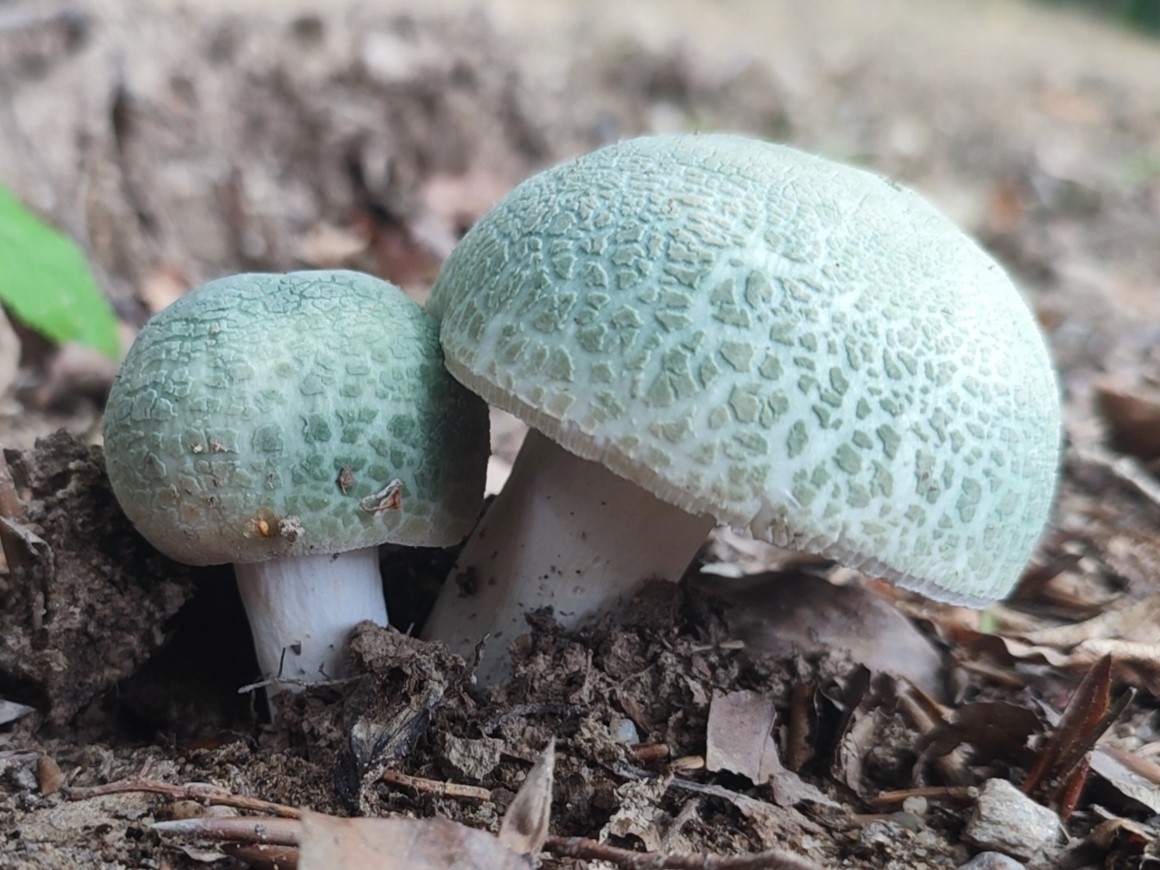
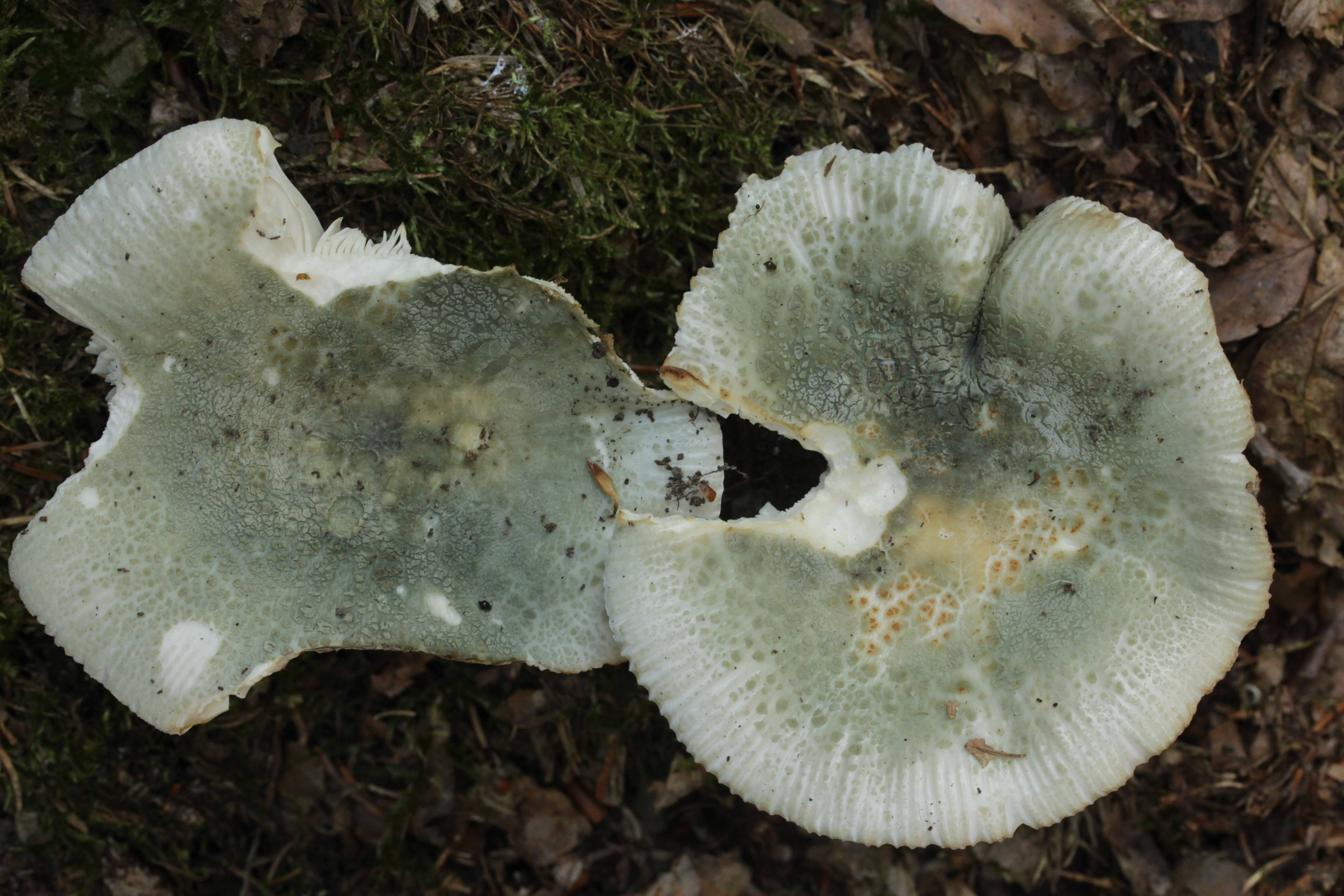
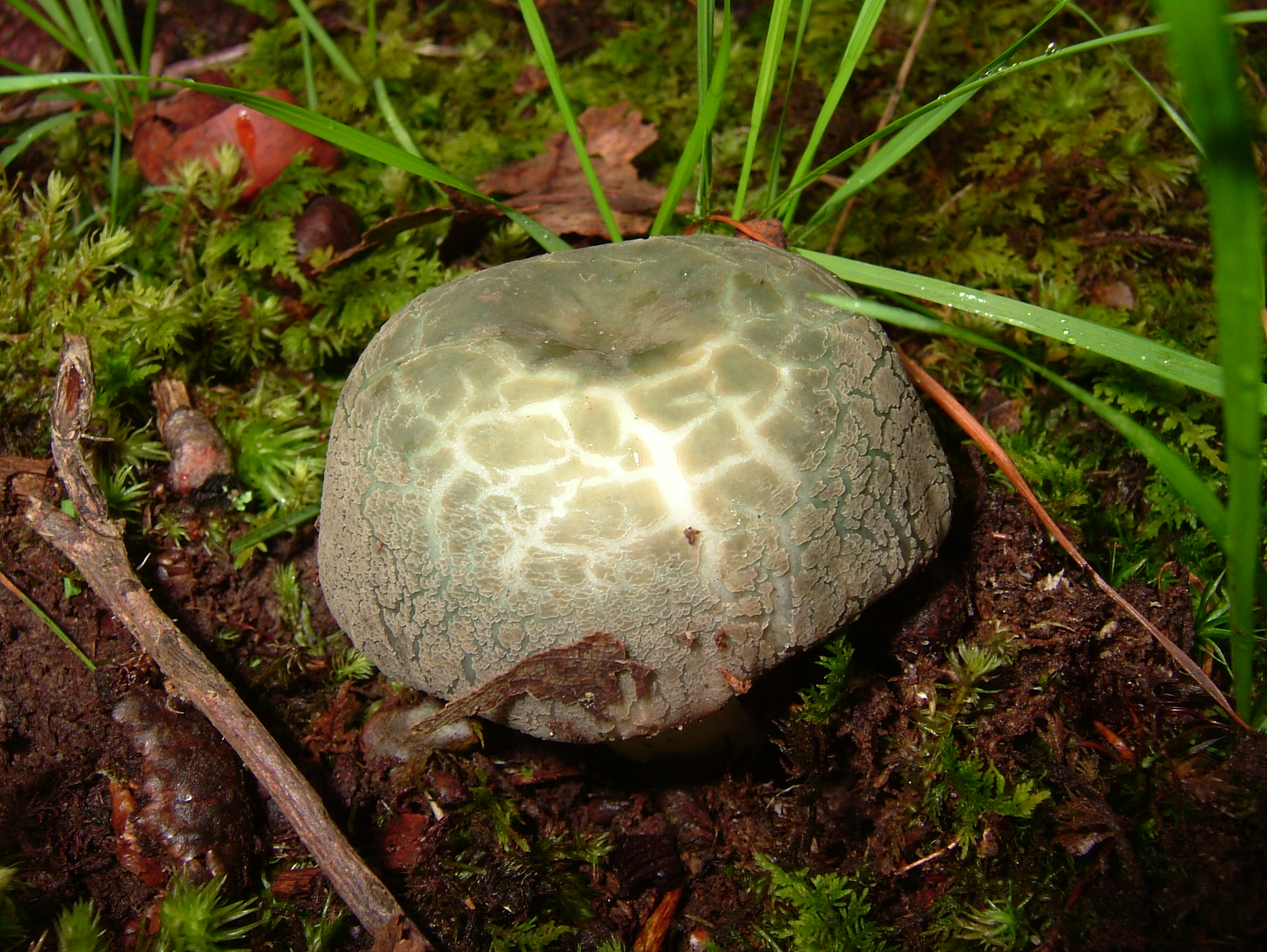
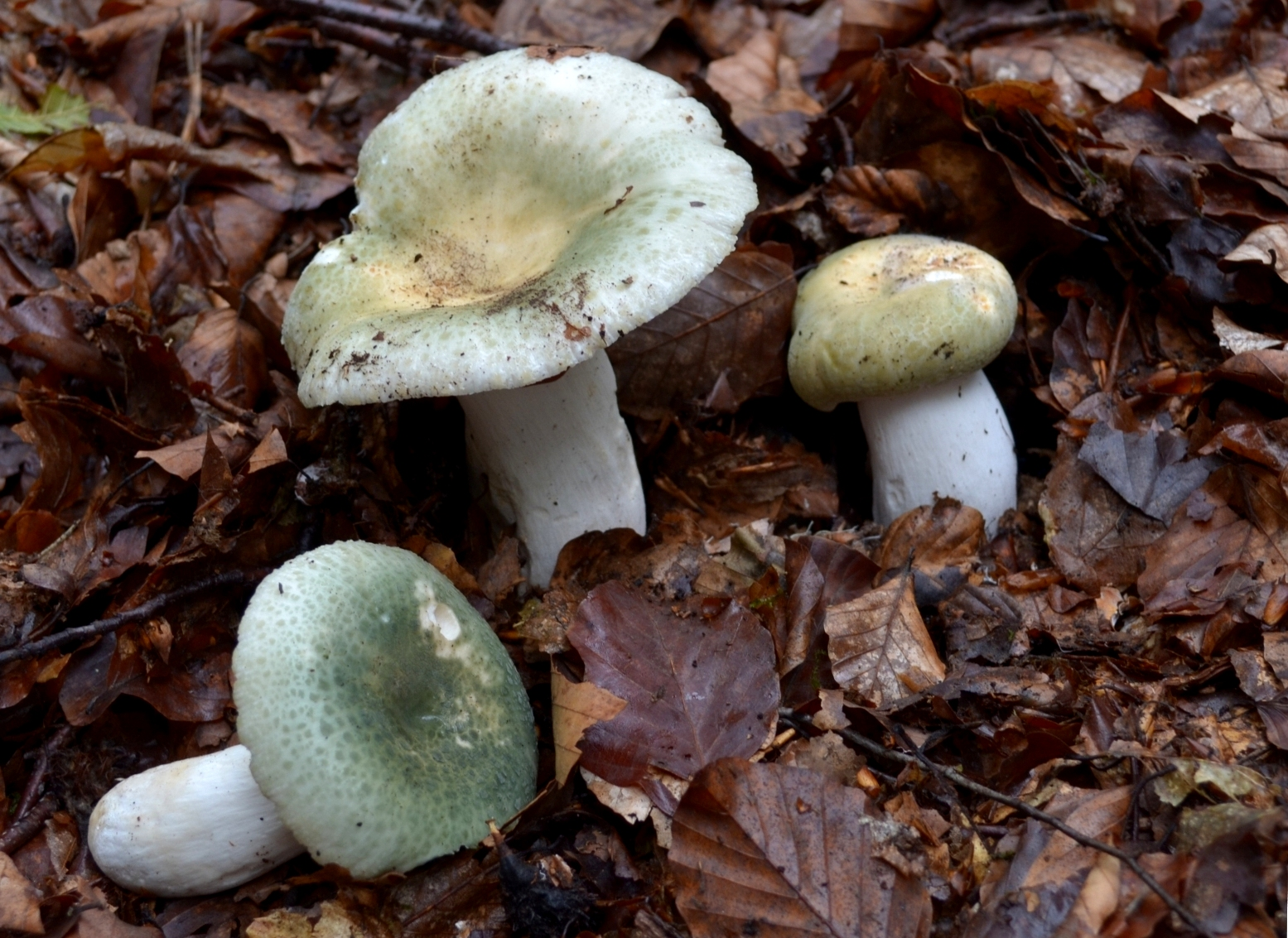
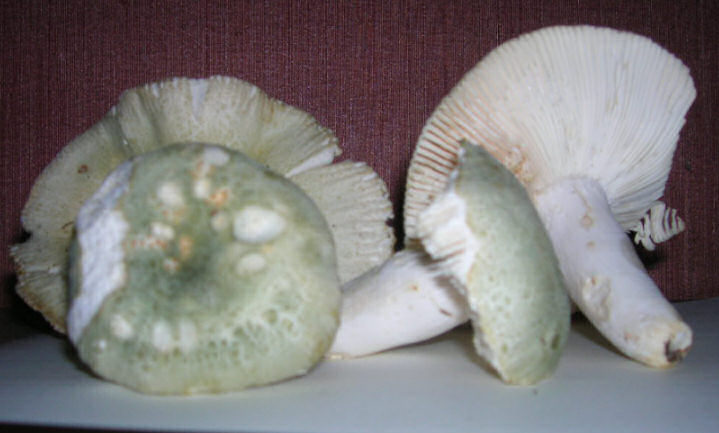

## Habitat et distribution
C'est une espèce ectomycorhizienne, aimant les bois thermophiles, surtout ceux de la plaine et/ou des moyennes et basses collines, n'appréciant pas autant les bois de montagne, sauf si ceux-ci se trouvent dans une position nettement thermophile, bien protégés des vents froids, où le soleil tape tout au long de la journée. Elle se trouve sur sol peu calcaire, à tendance acide, sous feuillus, hêtres, chênes, châtaigniers, charmes, dans les bois secs, chauds et aérés, souvent en bordure des chemins ou directement dans l'herbe des clairières,,,. 
Elle vient surtout en été, de juillet à octobre. Dans les zones les plus chaudes et ensoleillées, où la forêt n'est pas très dense, en présence de clairières ou de chemins sans arbres, elle peut commencer à fructifier dès le mois de mai. En revanche, dans les forêts les plus denses, elle commence généralement à fructifier en juin, en même temps qu'apparaissent les premiers Cèpes bronzés,,.
Assez courante et se développant en troupes de quelques individus, elle est très répandue dans les régions méditerranéennes et plus courante dans le Sud de la France, elle peut fructifier plus au Nord lors des années chaudes.

## Comestibilité
C'est un excellent comestible, sans doute la meilleure des russules. Elle est également considérée comme l'une des meilleures espèces de champignons en Espagne et en Chine, là où elle est commercialisée à la fois fraîche et séchée. Elle est bien charnue, ferme et reste croquante même après la cuisson, ce qui la rend très appréciée des cuisiniers, pouvant la préparer grillée, sautée, ou en accompagnement dans un rôti ou un ragoût. Le séchage renforce son goût de noisette.

## Confusions possibles
L'Amanite phalloïde, qui est mortelle, a également un chapeau verdâtre, mais les ressemblances s'arrêtent là. Elle a un anneau, une volve, un chapeau vergeté non craquelé, une stature élancée, un chair non friable et n'est pas particulièrement thermophile. Sa confusion avec la Russule verdoyante est impossible si l'on fait un minimum attention aux caractéristique de l'espèce. Cependant, la Russule verdoyante peut être confondue de façon plus réaliste avec d'autres espèces de Russules ressemblantes :
- La Russule craquelée (Russula cutefracta), qui a les lames lardacées non cassantes comme chez la Russule charbonnière.
- La Russule vert-de-gris (Russula aeruginea), qui n'est pas craquelée et qui est plutôt gris-vert ou vert olive.
- La Russule plume de canard (Russula anatina), qui n'est pas particulièrement craquelée et qui est gris plombée avec juste quelques nuances vertes.